# 三嶋神社 (相模原市)
三嶋神社（みしまじんじゃ）は、神奈川県相模原市南区当麻にある神社。

## 由緒
社伝によると、承久の乱で敗れて奥州に配流された河野通信の一子がこの地に隠れ住み、その縁から通信の孫の一遍が無量光寺を開いた。その際に三嶋大権現を祀ったという。現在は亀ヶ池八幡宮宮司が兼務している。

## 祭事
- 11月15日（前後の土曜日） - 例大祭

創建の経緯から、神主による祝詞奏上の後に無量光寺住職による神前読経が行われる。「ナマスマチ」とも呼ばれ、酢と砂糖で味付けした薄切り大根などを直会で振る舞い、境内で伐った篠竹を使った箸が供される。

## 交通機関
鉄道・バス
- 東日本旅客鉄道相模線原当麻駅より徒歩約10分。
- 原当麻駅より神奈川中央交通バスで当麻市場バス停留所で下車、徒歩約5分。
- 小田急電鉄小田原線本厚木駅より神奈川中央交通バスで当麻市場バス停留所で下車、徒歩約5分。

自動車
- 圏央道相模原愛川インターチェンジ（相模原市南区当麻）を下りてすぐ。